# Sabiá-bicolor
Sabiá-bicolor (Turdus hauxwelli) é uma espécie  da família Turdidae e do gênero Turdus, o gênero dos sabiás.  
É encontrado no bioma amazônico do noroeste da América do Sul.

## Taxonomia
O táxon foi descrito oficialmente em 1869 por George Newbold Lawrence e George Newbold Lawrence.  A localidade tipo é em Pebas, no Peru.